# Кореньков, Гаврил Алексеевич
Гаври́л Алексе́евич Коренько́в (5 апреля 1884 года, Старая Тюрлема, Чебоксарский уезд, Казанская губерния — 16 марта 1949 года, там же) — один из первых чувашских поэтов, переводчиков и педагогов, активный корреспондент газет и журналов.

## Биография
Родился в селе Тюрлема Чебоксарского уезда Казанской губернии (ныне — село Старая Тюрлема Козловского района Чувашской Республики) в семье матроса казанской пристани «Самолёт». C 1891 по 1893 годы живёт вместе с отцом на берегу Волги. Был свидетелем голодных смертей во время голода 1891—1892 годов. Отец желал обучить своего сына грамоте и сам учил его чтению. В 1892 он устраивает сына в инородческую школы в деревне Тюрлема. Ученика, знавшего читать и писать, сразу же переводят во второй класс, но из-за частых болезней и пропусков Г. А. Кореньков не смог в полной мере усвоить курс школы. По этой причине с июля 1895 года, когда отец посылает его в Симбирскую чувашскую школу, ему сначала приходится в течение двух лет проучиться в женском училище при школе. Только в 1897 году он переходит в обычный первый класс для мальчиков. Во время учёбы в Симбирской школе Г. А. Кореньков начинает интересоваться поэзий, читает А. С. Пушкина, М. Ю. Лермонтова и других русских писателей и поэтов. Начинает писать стихи и сам — на русском и чувашском языках. Был одним из зачинателей «Кружка молодых поэтов» (чув. Çамрăк сăвăçсен ушкăнĕ). По окончании Симбирской школы его отправляют работать в качестве помощника учителя в школу деревни Тюрлема. Г. А. Кореньков начинает переводить произведения русских писателей, пишет свои собственные. Слух о том, что заведующий Тюрлемеского училища пишет стихи доходит до редактора газеты «Хыпар» Н. В. Никольского, по просьбе которого поэт отправляет для печати с свои стихи и переводы басен И. А. Крылова. Умер в 1949 году, похоронен в родной деревне.

### Семья
Супруга: Коренькова Мария Михайловна (1893—1958), заслуженный учитель Чувашской АССР.
Сыновья:
- Борис Гаврилович (1923—1996)
- Аркадий Гаврилович (1924—1943)

## Педагогическая деятельность
В 1903—1948 годах работал в Тюрлеминской сельской школе учителем русского и чувашского языков, завучем, директором (с 1934 года).
Работал над переводом и составлением учебных пособий. Его «Рабочая книга по математике» и «Учебник русского языка», а также «Санитарипе гигиена навыкěсем» («Санитарные и гигиенические навыки»),вышедшая из печати в 1929 году, стали неотъемлемой частью чувашской начальной школы.

## Публикации и переводы
Первое стихотворение Г. А. Коренькова под названием «Ěçлеме чěнни» («Призыв к труду») было опубликовано в газете «Хыпар» в 1906 году.  
Г. А. Кореньков занимался и переводческой деятельностью. Из-под его пера вышли переводы произведений А. С. Пушкина, М. Ю. Лермонтова, казахского поэта Джамбула. Гаврил Алексеевич известен тем, что одним из первых перевёл на чувашский язык басни И. А. Крылова. В его переводе около 20 басен великого баснописца были опубликованы в республиканских периодических изданиях. Среди них: «Стрекоза и муравей» («Шăрчăкпа кăткă»), «Лебедь, щука и рак» («Акăш, рак, çăрттан»), «Лиса и виноград» («Тилěпе иçěм çырли») и многие другие. 
Всего Г. А. Кореньков написал около 150 стихотворений, 5 поэм и 6 стихотворных сказок, где представлена пейзажная, любовная и философская лирика, сатира. Писал семисложной силлабикой, пробовал внедрить силлабо-тонику. Поэт писал в разных жанрах — от лирических миниатюр и маленьких эпиграмм до лироэпических произведений. К сожалению, большая часть его произведений не была освещена в периодической печати. Тем не менее, литературное наследие Гаврила Алексеевича было бережно сохранено в фондах Государственного архива печати Чувашской Республики. 
С точки зрения образности первые стихи Г. Коренькова характеризуются тяготением к пейзажной лирике с мажорными идиллическими мотивами (к примеру, стихотворение «Пирӗн ял», датированное 1901 годом).  
Как и многие другие деятели чувашской литературы дореволюционного периода, многие стихотворения поэта посвящены просветительской тематике:

«Пуçра шухӑш нумай та...»:

Мӗншӗн, чӑваш çыннисем,

Катӑк пулса тӑратпӑр?

Мӗншӗн çыраç ыттисем,

Мӗншӗн эпир çывратпӑр?..

Тӑрӑшар-ха çапах та,

Тухӑпӑр, тен, çутталла,

Хуть те йывӑртарах та —

Ним тума... ут малалла!

— «Пуçра шухӑш нумай та...», 1907

В честь поэта названа улица в его родной деревне Старая Тюрлема.

- Орден Ленина;
- Заслуженный учитель школы РСФСР (1945).

1. 
2. 
3. 
4. 
5. 
6. 
7. 
8. 
9. 

- Абрамов В. Каринкке Кавĕрлин савăшу поэзийĕ / В. Абрамов // Тăван Атăл. — 1994. — № 4. — С. 69—72.
- Абрамов В. Савăшу поэзийĕн классикĕ / В. Абрамов // Çамрăксен хаçачĕ. — 1999. — 16 ака (№ 15). — С. 9.
- Абрамов В. «Этем турра час манать…»: Гаврил Кореньковăн поэзийĕнчи христианлĕх кĕввисем / В. Абрамов // Хыпар. — 1999. — 11 çурла.
- Артемьев Ю. М. Г. А. Кореньков / Ю. Артемьев // Артемьев, Ю. М. Ĕмĕр пуçламăшĕ: 1900—1917 çулсенчи чăваш литература историйĕн очеркĕ. — Шупашкар, 1996. — С. 69—79. — Библиогр.: С. 284.
- Артемьев Ю. М. Г. А. Кореньков çинчен / Ю. Артемьев // Артемьев, Ю. М. XX ĕмĕр пуçламăшĕнчи чăваш литератури. — Шупашкар, 1992. — С. 89—98.
- Гаврил Кореньков: хыпарçăсем/ / Хыпар. — 1996. — 6 нарăс.
- Кореньков, Гаврил. Суйласа илнисем: сӑвӑсем, юмахсем, поэмӑсем = Избранное: стихи, сказки, поэмы / Г. Кореньков; Чӑваш патш. гуманитари ӑсл. ин-чӗ; [ред. ушкӑнӗ: Г. А. Дегтярев т. ыт. те; пухса хатӗрлекенӗ, ум сӑмахӗпе ӑнлантарӑвӗсене ҫыраканӗ Г. Ф. Юмарт]. — Шупашкар: ЧПГӐИ, 2010. — 187 с.: портр.
- Ĕç паттăрĕ // Хыпар. — 1998. — 18 ч"yк.
- Юмарт Г. Кореньков Гаврил / Г. Юмарт // Таван Атал. — 1974. — № 3. — С. 79—80.
- Юмарт Г. Гаврил Кореньков çуралнăранпа 100 çул çитнĕ май / Г. Юмарт // Коммунизм ялавĕ. — 1984. — 5 апр.
- Юмарт Г. Ф. Малти ретри сăвăç / Геннадий Юмарт // Вестн. Чуваш. нац. акад.- 1994 . — № 4. — С. 171—176.
- Юмарт Г. Çутă çурталлă сăвăç / Геннадий Юмарт // Хыпар. — 1994. — 12 ака.
- Волчков В. Он был педагогом и поэтом / В. Волчков // Знамя (Козловский р-н). — 1998. — 3 марта.
- Ксенофонтов Г. Известный педагог и поэт / Г. Ксенофонтов // Знамя (Козловский р-н). — 1994. — 3 июня.
- Семенов И. Корреспондент газеты «Хыпар» / И. Семенов // Знамя (Козловский р-н). — 5 апр.